# オータグループ
オータグループ（英: OHTA GROUP）は、東京都新宿区に本拠を置く株式会社オータ（英: OHTA INC.）を中核企業とし、パチンコチェーンの経営や不動産事業を行う企業グループ。

## 概要
1971年に愛知県豊橋市に第1号店を開業して以来、東海地方・関東地方・沖縄県を中心にパチンコホールを設置してそれらの運営にあたっている。
店舗フォーマットは「オータ」「グランドオータ」（以上東海・関東）「ジャンボ」「サンシャイン」「サンシャインNEXT」「J-Park」（以上沖縄）の5種類。以前は「ラッキー」「夢一番」「夢広場」「バーディー」「銀河」「ドリーム」「サンライズ」「サンバード」というフォーマットも展開していた。
2012年9月13日には、創業地の豊橋市にある「ホテル日航豊橋」を買収してグループ傘下に入れ、11月1日より「ロワジールホテル豊橋」としてホテル経営にも乗り出した。
2019年7月にフィットネス事業部を設立。
2021年9月30日、埼玉県寄居町に競輪場外車券売場「サテライト花園寄居」をオープン。

## グループ会社
- 株式会社オータ - パチンコホール経営、不動産賃貸。資本金5億3,741万円。
- 株式会社サンシャイン - パチンコホール経営。資本金1,000万円。
- 株式会社J・Park - パチンコホール経営。資本金1,000万円。
- 株式会社タワーホテルアンドリゾート - ホテル経営。
- 株式会社ウィズフィット24 - フィットネス事業。資本金1,000万円。
- 株式会社エムオーシー - 飲食事業。資本金1,000万円。
- 株式会社サンシャインビルNET - ビルメンテナンス事業。資本金1,000万円。